# Epsilon Arietis
Epsilon Arietis (ε Ari, ε Arietis) là tên gọi của Bayer cho hệ thống sao nhị phân trực quan  nằm ở phía bắc của chòm sao Bạch Dương. Nó có cường độ hình ảnh rõ ràng kết hợp là 4,63  vì thế nó có thể nhìn thấy bằng mắt thường, mặc dù hai thành phần quá gần nhau để có thể phân giải mà không cần kính viễn vọng. Với sự thay đổi thị sai hàng năm là 9,81 mas, khoảng cách đến hệ thống này có thể được ước tính là 330 năm ánh sáng (100 parsec), cho hoặc mất đi 30 biên độ năm ánh sáng lề của lỗi.
Thành viên sáng hơn của cặp này có cường độ rõ ràng là 5,2. Ở khoảng cách góc 1.426 ± 0.010 mas từ thành phần sáng hơn, dọc theo góc vị trí 209.2° ± 0.3°, là đồng hành 5,5 độ lớn. Cả hai đều là sao thứ tự chính loại A với phân loại sao là A2   Vs  (Hậu tố 's' chỉ ra rằng các vạch hấp thụ trong phổ rất hẹp.) Trong Danh mục năm 2009 của các ngôi sao Ap, HgMn và Am, hai ngôi sao có phân loại là A3 Ti, cho thấy chúng là những ngôi sao Ap có lượng titan bất thường. Trong phạm vi đo sai số, vận tốc quay dự kiến của chúng được coi là giống hệt nhau ở 60   km / s.

## Tên
Hệ sao này, cùng với δ Ari, ζ Ari, π Ari và 3 Ari, là Al Buṭain của Al Bīrūnī (ألبطين), kép của Al Baṭn, Belly. Theo danh mục các ngôi sao trong Bản ghi nhớ kỹ thuật 33-507 - Danh mục sao giảm có 537 ngôi sao được đặt tên, Al Buṭain là danh hiệu cho năm ngôi sao: δ Ari là Botein, π Ari là Al Buṭain I, 3   Ari vai Al Buṭain II, ε Ari vai Al Buṭain III và ζ Ari vai Al Buṭain IV 
Trong thiên văn học Trung Quốc, Epsilon Arietis có thể là một phần của Tso Kang (từ tiếng Quảng Đông 左更 zogang, phát âm tiếng Quan thoại zuǒgēng).